# Athetis gonionephra
Athetis gonionephra är en fjärilsart som beskrevs av George Francis Hampson 1909. Athetis gonionephra ingår i släktet Athetis och familjen nattflyn. Inga underarter finns listade i Catalogue of Life.